# Världsutställningen 1853

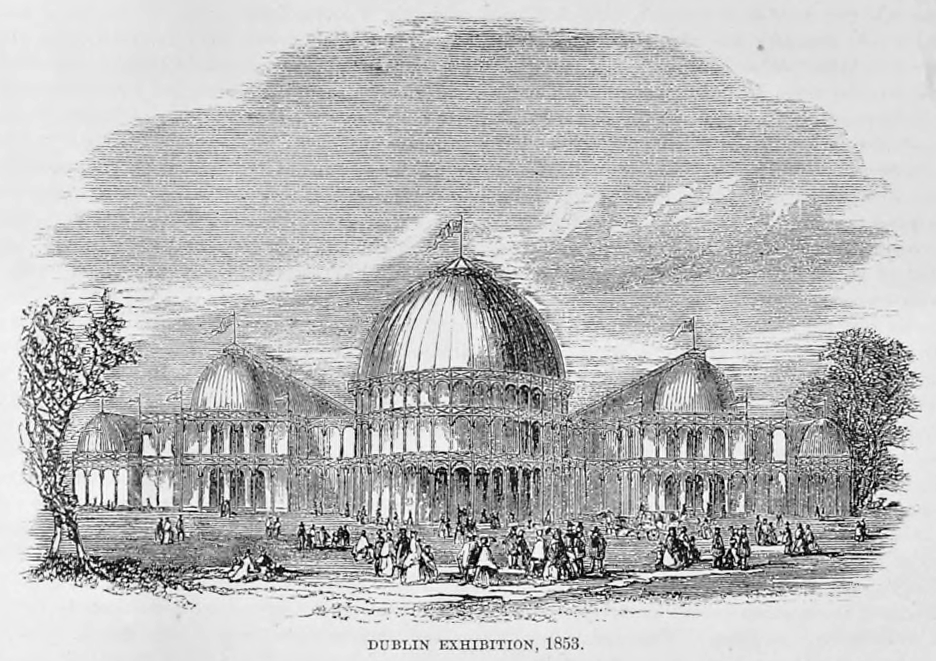

Great Industrial Exhibition var en världsutställning 1853 i Dublin, Irland. Den varade från den 12 maj till 31 oktober och drottning Victoria tillsammans med prinsgemålen och prinsen av Wales gjorde ett officiellt besök den 29 augusti.  Det var den största utställningen som någonsin hade hållits på Irland.